# Liste der Kulturdenkmale im Kreis Pinneberg
In der Liste der Kulturdenkmale im Kreis Pinneberg sind die Kulturdenkmale im schleswig-holsteinischen Kreis Pinneberg aufgelistet. 
Grundlage der Einzellisten sind die in den jeweiligen Listen angegebenen Quellen. Die Angaben in den einzelnen Listen ersetzen nicht die rechtsverbindliche Auskunft der zuständigen Denkmalschutzbehörde. Die erforderlichen Denkmaleigenschaften werden im Denkmalschutzgesetz von Schleswig-Holstein festgeschrieben.
Die Bodendenkmale sind in der Liste der Bodendenkmale im Kreis Pinneberg erfasst.

## Aufteilung
Wegen der großen Anzahl von Kulturdenkmalen im Kreis Pinneberg ist diese Liste in Teillisten aufgeteilt und alphabetisch sortiert nach den Städten und Gemeinden des Kreises.
| Gemeinde/ Stadt              | Kulturdenkmalliste                                       | Wappen | Lage | Bild eines Kulturdenkmals |
| ---------------------------- | -------------------------------------------------------- | ------ | ---- | ------------------------- |
| Appen                        | Liste der Kulturdenkmale in Appen                        |        |      |                           |
| Barmstedt                    | Liste der Kulturdenkmale in Barmstedt                    |        |      |                           |
| Bevern                       | Liste der Kulturdenkmale in Bevern                       |        |      |                           |
| Bilsen                       | Liste der Kulturdenkmale in Bilsen                       |        |      |                           |
| Bönningstedt                 | Liste der Kulturdenkmale in Bönningstedt                 |        |      |                           |
| Bokel                        | Liste der Kulturdenkmale in Bokel                        |        |      |                           |
| Bokholt-Hanredder            | Liste der Kulturdenkmale in Bokholt-Hanredder            |        |      |                           |
| Borstel-Hohenraden           | Liste der Kulturdenkmale in Borstel-Hohenraden           |        |      |                           |
| Brande-Hörnerkirchen         | Liste der Kulturdenkmale in Brande-Hörnerkirchen         |        |      |                           |
| Bullenkuhlen                 | Liste der Kulturdenkmale in Bullenkuhlen                 |        |      |                           |
| Ellerbek                     | Liste der Kulturdenkmale in Ellerbek                     |        |      |                           |
| Ellerhoop                    | Liste der Kulturdenkmale in Ellerhoop                    |        |      |                           |
| Elmshorn                     | Liste der Kulturdenkmale in Elmshorn                     |        |      |                           |
| Groß Nordende                | Liste der Kulturdenkmale in Groß Nordende                |        |      |                           |
| Groß Offenseth-Aspern        | Liste der Kulturdenkmale in Groß Offenseth-Aspern        |        |      |                           |
| Halstenbek                   | Liste der Kulturdenkmale in Halstenbek                   |        |      |                           |
| Haselau                      | Liste der Kulturdenkmale in Haselau                      |        |      |                           |
| Haseldorf                    | Liste der Kulturdenkmale in Haseldorf                    |        |      |                           |
| Hasloh                       | Liste der Kulturdenkmale in Hasloh                       |        |      |                           |
| Heede                        | Liste der Kulturdenkmale in Heede                        |        |      |                           |
| Heidgraben                   | Liste der Kulturdenkmale in Heidgraben                   |        |      |                           |
| Helgoland                    | Liste der Kulturdenkmale in Helgoland                    |        |      |                           |
| Hemdingen                    | Liste der Kulturdenkmale in Hemdingen                    |        |      |                           |
| Hetlingen                    | Liste der Kulturdenkmale in Hetlingen                    |        |      |                           |
| Holm                         | Liste der Kulturdenkmale in Holm                         |        |      |                           |
| Klein Nordende               | Liste der Kulturdenkmale in Klein Nordende               |        |      |                           |
| Klein Offenseth-Sparrieshoop | Liste der Kulturdenkmale in Klein Offenseth-Sparrieshoop |        |      |                           |
| Kölln-Reisiek                | Liste der Kulturdenkmale in Kölln-Reisiek                |        |      |                           |
| Kummerfeld                   | Liste der Kulturdenkmale in Kummerfeld                   |        |      |                           |
| Langeln                      | Liste der Kulturdenkmale in Langeln                      |        |      |                           |
| Lutzhorn                     | Liste der Kulturdenkmale in Lutzhorn                     |        |      |                           |
| Moorrege                     | Liste der Kulturdenkmale in Moorrege                     |        |      |                           |
| Neuendeich                   | Liste der Kulturdenkmale in Neuendeich                   |        |      |                           |
| Pinneberg                    | Liste der Kulturdenkmale in Pinneberg                    |        |      |                           |
| Prisdorf                     | Liste der Kulturdenkmale in Prisdorf                     |        |      |                           |
| Quickborn                    | Liste der Kulturdenkmale in Quickborn                    |        |      |                           |
| Raa-Besenbek                 | Liste der Kulturdenkmale in Raa-Besenbek                 |        |      |                           |
| Rellingen                    | Liste der Kulturdenkmale in Rellingen                    |        |      |                           |
| Schenefeld                   | Liste der Kulturdenkmale in Schenefeld                   |        |      |                           |
| Seester                      | Liste der Kulturdenkmale in Seester                      |        |      |                           |
| Seestermühe                  | Liste der Kulturdenkmale in Seestermühe                  |        |      |                           |
| Seeth-Ekholt                 | Liste der Kulturdenkmale in Seeth-Ekholt                 |        |      |                           |
| Tangstedt                    | Liste der Kulturdenkmale in Tangstedt                    |        |      |                           |
| Tornesch                     | Liste der Kulturdenkmale in Tornesch                     |        |      |                           |
| Uetersen                     | Liste der Kulturdenkmale in Uetersen                     |        |      |                           |
| Wedel                        | Liste der Kulturdenkmale in Wedel                        |        |      |                           |
| Westerhorn                   | Liste der Kulturdenkmale in Westerhorn                   |        |      |                           |